# Кудринская (станция)
Ку́дринская — станция Московской железной дороги, расположена в границах сельского поселения «Железнодорожная станция Кудринская» Мещовского района Калужской области. Открыта в 1899 году на Московско-Киево-Воронежской железной дороге.

## Описание
Находится на электрифицированном постоянным током (3кВ) участке Тихонова Пустынь — Сухиничи Московской железной дороги, на границе Московско-Смоленского (Калужского) и Брянского регионов МЖД. Имеются две низкие (береговая и островная) пассажирские платформы, соединённые между собой низким пешеходным переходом с деревянными настилами. В 8 километрах проходит федеральная автомобильная магистраль М3 «Украина» (Киевское шоссе). Является единственной железнодорожной станцией в Мещовском районе.
Путевое развитие — 8 путей различного назначения, в том числе один тупик. От станции отходит однопутная неэлектрифицированная ветка до бетонного завода. Расстояние от Киевского вокзала города Москвы 237 километра, от Брянска — 150 км. Турникеты отсутствуют, в здании вокзала имеются кассы по продаже билетов.

## История
Открыта в августе 1899 года на участке Тихонова Пустынь — Сухиничи Московско-Киево-Воронежской железной дороги рядом с селом Кудрино Мошонской волости Мещовского уезда Калужской губернии. К 1913 году в селе Кудрино постоянно проживали 328 человек, имелась собственная церковно-приходская школа. К 1905 году были построены каменное здание железнодорожного вокзала, дополнительные пути и пакгауз. Вскоре вокруг станции вырос небольшой одноимённый посёлок, ныне административный центр Сельского поселения «Железнодорожная станция Кудринская» Мещовского района Калужской области.
В 1977 году построена и сдана в эксплуатацию автомобильная дорога с покрытием из бетона от Киевского шоссе до станции Кудринская протяженностью 8 километров.

## Объекты историко-культурного наследия
На привокзальной площади, в сквере напротив железнодорожного вокзала расположен мемориал на братской могиле погибшим в Великой Отечественной войне воинам. На могильном холме пирамидальной формы водружён пьедестал, на котором установлены скульптура советского воина с автоматом в руках и мемориальная доска с надписью: «Павшим героям в боях за Родину — низкий поклон, вечная слава». Захоронение возникло в годы войны, местные жители захоронили здесь останки советских солдат, погибших в боях у станции Кудринская и в деревнях Липицы и Тушенки. В 1965 году в братскую могилу перенесли останки 10 воинов, умерших в 1567-м полевом подвижном госпитале в деревне Басово.
Всего в братской могиле покоится прах 92 бойцов и командиров Красной армии, имя одного из них — неизвестно.

## Пассажирское движение
На станции останавливаются все пригородные электропоезда, следующие до Калуги и Сухиничей. Поезда дальнего следования остановки на станции Кудринская не имеют.

## Комментарии
1. ↑  Данные о точных границах региона (отделения) не публиковались в официальных источниках.